# Rochers du Calvados
Pour les articles homonymes, voir Calvados.
 (mai 2025).
Si vous disposez d'ouvrages ou d'articles de référence ou si vous connaissez des sites web de qualité traitant du thème abordé ici, merci de compléter l'article en donnant les références utiles à sa vérifiabilité et en les liant à la section « Notes et références ».
Les Rochers du Calvados ou plateau du Calvados est un platier rocheux situé au large de la côte du département du Calvados (Normandie) auquel il donna son nom. 
Il constitue une zone naturelle d'intérêt écologique, faunistique et floristique de type II.

## Étymologie
Il a longtemps été admis que le mot Calvados dérivait de San Salvador (es), du nom d'un navire de la grande Armada espagnole de 1588 qui aurait fait naufrage sur la côte normande,. Cette assertion était renforcée par l'existence d'un mouillage appelé « fosse d'Espagne » devant Arromanches ; elle constitue aujourd'hui la rade du port artificiel d'Arromanches construit par les Alliés en 1944. En réalité, aucun navire appelé San Salvador ne s'est échoué sur le platier en 1588.
Le linguiste René Lepelley apporte une autre explication basée sur la cartographie maritime, c'est-à-dire des cartes anciennes rédigées en latin. Le premier élément Calva- représente le latin calva « chauve » et le second -dos, le latin vulgaire dossum « dos » (> français dos; latin classique dorsum), d'où le sens global « dos ou hauteurs chauves ou dénudées ». Toutefois, toujours selon René Lepelley, le mot ne désignait pas à l'origine le rocher mais une portion de la côte dépourvue d'arbres et d'arbustes. En effet, on lit sur une carte du XVIIe siècle que Calvados désignait deux portions de la falaise qui s'étendait sur 17 km entre Sainte-Honorine-des-Pertes et Saint-Côme-de-Fresné. Le nom est donc récent et d'origine savante, une formation populaire aurait donné *Cauvedos. Par extension, l'appellation de ce secteur côtier s'est transmise au rocher du large.

## Description
Long d'une trentaine de kilomètres, le banc rocheux s'étend des communes d'Arromanches-les-Bains à l'ouest à Lion-sur-Mer à l'est. Lors des grandes marées basses se découvrent le rocher du Calvados proprement dit devant Arromanches et Asnelles, les rochers de Ver, les îles de Bernières, les essarts de Langrune, le Quilhot et les roches de Lion.

## Voir ausssi

### Webographie
- Raymond Sindou, « Le nom « Calvados » II », sur Persée, Revue internationale d'onomastique, 1958 (consulté le 22 mai 2025)
- Pierre Turpin, « Le Calvados », sur Persée, Revue internationale d'onomastique, 1955 (consulté le 22 mai 2025)
- Fernand Lechanteur, « À propos des noms de rochers du Calvados », sur Persée, Revue internationale d'onomastique, 1955 (consulté le 22 mai 2025)
- Pierre Turpin, « Les noms des rochers du Calvados », sur Persée, Revue internationale d'onomastique, 1952 (consulté le 21 mai 2025)
- Pierre Turpin, « Le nom du Calvados », sur Persée, Revue internationale d'onomastique, 1951 (consulté le 21 mai 2025)
- L’abbé Tolmer, « Les noms des rochers du Calvados. De l’embouchure de l’Orne à Ver-sur-Mer (Côte de Nacre) », sur Persée, Revue internationale d'onomastique, 1948 (consulté le 21 mai 2025)